# Асприлья, Данило
Данило Морено Асприлья (исп. Danilo Moreno Asprilla; род. 12 января 1989 года, Медельин, Колумбия) — колумбийский футболист, полузащитник саудовского  клуба «Аль-Сафа».

## Клубная карьера
Асприлья начал свою карьеру в бразильском клубе Жувентуде в 2008 году. В следующем году стал игроком катарского клуба «Аль-Шахания». Позднее, игрок вернулся в свою родную Колумбию в сезоне 2010 года, выступая за «Депортиво Перейра». 20 декабря 2013 года Асприлья подписал контракт с болгарским клубом «Литекс». Он отметился в своём дебютном матче, забив два мяча в победном матче «Литекса» с «Берое» 23 февраля 2014 года. 4 января 2016 года Данило отправился в «Аль-Айн» за неназванную сумму. Он дебютировал 8 января 2016 года, заменив Ибрахима Диаки и забив победный гол на 93-й минуте победного матча с «Аль-Дафрой» (2:1).
1 июля 2019 года подписал однолетний контракт с клубом «Аль-Шабаб» из Эр-Рияда.